# Hymenochaetopsis
Hymenochaetopsis S.H. He & Jiao Yang – rodzaj grzybów z rodziny szczeciniakowatych (Hymenochaetaceae).

## Charakterystyka
Grzyby kortycjoidalne o owocniku rocznym, rozpostartym, rozpostarto-odgiętym lub przechodzącym w kapeluszowy, cienkie, błoniaste, korkowate lub twarde. Hymenofor gładki, hydnoidalny, listewkowaty lub blaszkowaty, z wiekiem mniej lub bardziej spękany, zwykle koloru brązowego, w KOH zmienia kolor na czarny. System strzępkowy monomityczny, lub częściowo dimityczny, strzępki generatywne z prostymi przegrodami, szczecinki zwykle liczne, czerwonawo- brązowe, szydłowate, mniej lub bardziej inkrustowane. Podstawki maczugowate lub prawie cylindryczne, z 4 sterygmami i prostą przegrodą u podstawy. Bazydiospory wąsko cylindryczne do kiełbaskowatych, szkliste, cienkościenne, gładkie, nieamyloidalne, niecyjanofilne.
Hymenochaetopsis jest bardzo podobny do Hymenochaete, tworzy z nim klad siostrzany w drzewach filogenetycznych szczeciniakowatych. Odróżnia się bazydiosporami; są wąsko i krótko cylindryczne do kiełbaskowatych, o maksymalnej długości 7 μm i szerokość 2,5 μm, Hymenochaete ma zwykle bazydiospory cylindryczne, elipsoidalne lub niemal kuliste.

## Systematyka i nazewnictwo
Pozycja w klasyfikacji według Index Fungorum: Hymenochaetaceae, Hymenochaetales, Incertae sedis, Agaricomycetes, Agaricomycotina, Basidiomycota, Fungi.
Synonim: Pseudochaete T. Wagner & M. Fisch. 2002.
Gatunki
- Hymenochaetopsis intricata (Lloyd) S.H. He & Jiao Yang 2016
- Hymenochaetopsis rigidula (Berk. & M.A. Curtis) S.H. He & Jiao Yang 2016

Wykaz gatunków i nazwy naukowe na podstawie Index Fungorum.